# Ruth Erika Brand
Ruth Erika Brand (* 25. Oktober 1928 in Dessau als Ruth Erika Hartung; † 13. August 2014 in Essen) war eine deutsche Politikerin (SPD) und Diplom-Pädagogin.

## Leben
Sie war die älteste Tochter von Johannes und Louise Hartung. Nach dem Abitur arbeitete sie als Auslandskorrespondentin und Sachbearbeiterin unter anderem in Bremen (Bremer Baumwollbörse), Brüssel und Washington, D.C. Nach ihrer Rückkehr nach Deutschland heiratete sie. Ihre zwei Söhne Achim und Christian wurden geboren. Sie gründete eine Hausaufgabenhilfe in Bergisch Gladbach-Bensberg und absolvierte ein Studium in Köln mit dem Abschluss „Diplom-Pädagogin“. Danach arbeitete sie beim Bundesverband der Arbeiterwohlfahrt in Bonn als Referentin für Familienpolitik und war Abteilungsleiterin „Internationales“. Unter anderem arbeitete sie in der Nationalen Armutskonferenz und dem Europäischen Netzwerk gegen Armut und Ausgrenzung mit, zeitweise als Vorsitzende. Sie hatte Lehraufträge an den Universitäten Marburg und Köln. Mit 67 ging sie in Rente.

## Politik
Ruth Brand war 25 Jahre lang Kreistagsabgeordnete im Rheinisch-Bergischen Kreis. Zuletzt erfüllte sie Funktionen innerhalb der SPD, bei der sie seit 1968 Mitglied war.
Sie war stellvertretende Bundesvorsitzende der AG SPD 60plus und beratendes Mitglied im NRW-Landesvorstand der AG SPD 60plus.
Sie wurde zur ehrenamtlichen Sprecherin des Deutschen NGO-Forums (Organisation von ca. 40 Nichtregierungsorganisationen) gewählt. Sie war Mitglied der deutschen Delegation zur Vorbereitung und Durchführung der UN-Nachfolgekonferenz.
Ab 2006 war sie im Vorstand der Bundesarbeitsgemeinschaft der Senioren-Organisationen (BAGSO), zuletzt als zweite stellvertretende Vorsitzende. Sie arbeitete in der BAGSO-Fachkommission „Aktuelle Fragen der Seniorenpolitik“. Ab 2010 war sie zusammen mit einer Kollegin Leiterin der BAGSO-Fachkommission „Aktuelle Fragen der Seniorenpolitik“.
Ab 2009 war sie Vertreterin der BAGSO im Council der Europäischen Plattform für ältere Menschen (AGE) in Brüssel. Sie arbeitete in der Arbeitsgruppe „Sozialpolitik“ mit.
Ihre Schwerpunkte waren die Generationenpolitik, die Europäische Union sowie internationale Fragen des demografischen Wandels.